# WikiZagłębie
WikiZagłębie – regionalna encyklopedia internetowa gromadząca treści w języku polskim o tematyce Zagłębia Dąbrowskiego. Serwis jest oparty na oprogramowaniu MediaWiki. Z portalem współpracują m.in. Pałac Schoena Muzeum w Sosnowcu i Muzeum Miejskie „Sztygarka” w  Dąbrowie Górniczej, a także Towarzystwo Miłośników Ziemi Zawierciańskiej. Encyklopedia prowadzi kalendarium wydarzeń Zagłębia i oprócz tradycyjnych haseł zamieszcza m.in. „Bibliotekę  Zagłębiaka”, będącą zbiorem bibliografii regionalnej.

## Historia
Encyklopedia powstała 26 czerwca 2011 r., ale jej oficjalne otwarcie nastąpiło we wrześniu tego  samego roku. Została stworzona w ramach projektu „Poznajemy Zagłębie Dąbrowskie”, który  zainicjowało i realizowało stowarzyszenie regionalne Forum dla Zagłębia Dąbrowskiego. Witryna powstała dzięki dofinansowaniu udzielonemu przez Muzeum Historii Polski w ramach programu „Patriotyzm Jutra” i została wybrana spośród 55 projektów oraz 600 zgłoszeń.
Po pół roku działalności serwis internetowy liczył około 3000 haseł, a po pierwszym roku działania w encyklopedii utworzono ich ponad 4200. W ciągu roku witryna odnotowała ponad 900 tys. odsłon.

## Cele i zawartość
Celem jest rozszerzenie treści zamieszczonych w Wikipedii i uzupełnienie o hasła ściśle regionalne oraz takie, które ze względu na lokalnych charakter nie spełniają norm encyklopedyczności dla polskiej wersji Wikipedii, a poprzez popularyzację wiedzy o Zagłębiu Dąbrowskim także:
- podniesienie poziomu wiedzy i świadomości regionalnej,
- popularyzacja i usystematyzowanie wiedzy o regionie,
- integracja środowisk zagłębiowskich[8].

## Statystyka
Na dzień 29 grudnia 2020 roku encyklopedia posiadała 9622 hasła związane z regionem redagowanych przez 168 wiki-redaktorów, a najpopularniejszy artykuł to „Rywale piłkarskiego Zagłębia Sosnowiec”, którą wyświetlono 175 732 razy. Wszystkich wyświetleń artykułów zgromadzonych w encyklopedii odnotowano 33 618 266.